# Fliesen-Zentrum
Die Fliesen-Zentrum Deutschland GmbH ist ein Fliesengroß- und Einzelhändler mit Hauptsitz in Föhren.
Der Sitz des Unternehmens war bis Anfang 2024 in Kenn bei Trier, dann erfolgte der Umzug nach Föhren in den Industriepark Region Trier.
Das Fliesen-Zentrum ist mit mehreren Standorten in Deutschland vertreten.
Das Unternehmen befindet sich im Besitz der Familie Friedrich.
Anfang November 2024 wurde ein Antrag auf Einleitung eines Insolvenzverfahrens in Eigenverwaltung beim zuständigen Amtsgericht in Wittlich gestellt.

## Geschichte
Hervorgegangen ist das Unternehmen aus dem durch Peter Philipp Friedrich (1868–1928) gegründeten Fachgeschäft für Baustoffe, Naturstein und Fliesen.
Zur Zeiten des deutschen Wirtschaftswunders firmierte das Unternehmen unter dem Namen Platten Friedrich Trier unter der Leitung von Michael Friedrich (1931–1998) und Kaufmann Artur Friedrich (* 1934).
Nach dem Abflauen des Wiederaufbaus und mit der verstärkten Nachfrage von Privathaushalten konzentrierte sich Artur Friedrich auf die Belieferung des Fliesenhandwerks und Fliesenhandels.
Mit der deutschen Wiedervereinigung expandierte das Unternehmen nach Leipzig (1990). In den Folgejahren entstanden neue Niederlassungen in Berlin (1993), Magdeburg (1994), Erfurt (1996), München (2007), Hamburg (2010) und Nürnberg (2015).

## Niederlassungen
Die heutigen Niederlassungen befinden sich in
Berlin-Charlottenburg, Berlin-Spandau, Berlin-Steglitz, Berlin-Tempelhof, Dresden, Dresden-Zeitenströmung, Erfurt, Großbeeren bei Berlin, Hamburg-Allermöhe, Hannover, Leipzig, Magdeburg, München, Münster, Nürnberg, Straubing, Trier-Föhren und Wiesbaden.